# Răstolița (gmina)
Răstolița – gmina w Rumunii, w okręgu Marusza. Obejmuje miejscowości Andreneasa, Borzia, Gălăoaia, Iod i Răstolița. W 2011 roku liczyła 2073 mieszkańców.